# Arrondissement de Bamba Thialène
L'arrondissement de Bamba Thialène est l'un des arrondissements du Sénégal. Il est situé dans le département de Koumpentoum et la région de Tambacounda.

## Histoire
Il a été créé par un décret du 10 juillet 2008.

## Communautés rurales
Il compte trois communautés rurales :
- Communauté rurale de Ndame
- Communauté rurale de Kahène
- Communauté rurale de Bamba Thialène

Son chef-lieu est Bamba Thialène.